# 1430 en santé et médecine
| Années de la santé et de la médecine : 1427 - 1428 - 1429 - 1430 - 1431 - 1432 - 1433    |
| Décennies de la santé et de la médecine : 1400 - 1410 - 1420 - 1430 - 1440 - 1450 - 1460 |

Cet article présente les faits marquants de l'année 1430 en santé et médecine.

## Événements
- Fondation à Londres de la maison de charité de Saint-Augustin, dite « the Papey », « où sont accueillis les malades et les pauvres[1] ».
- Fondation de l'hôpital Saint-Antoine à Leith, en Écosse, par Robert Logan[2].
- L'hôpital Saint-Jean, fondé en 1408 à Saint-Omer en Artois pour recevoir les pauvres, accueille dorénavant aussi les malades[3].
- Les patients souffrant de maladies vénériennes sont exclus des hôpitaux publics de Londres[4].
- Vers 1430 : le chirurgien sicilien Antonio Branca décrit une technique de reconstruction nasale par lambeau du bras[5],[6].

## Naissances
- Adam Fumée (mort en 1494), garde des sceaux et Premier médecin des rois de France Charles VII, Louis XI et Charles VIII[7].
- Guillaume Brun (mort en 1509), médecin et magistrat français, médecin du roi Louis XI[8].
- Vers 1430 :
  - Jacques Coitier (mort en 1506), Premier médecin du roi Louis XI[9] ;
  - Jérôme Manfredi (it) (mort en 1493), professeur d'astrologie médicale à Bologne, auteur d'une Anothomia, recueil d'abrégés d'auteurs anciens et modernes, publié en 1490[10],[11] ;
  - Johannes de Cuba (mort vers 1503), médecin et botaniste allemand, auteur en 1485 du Jardin de santé, premier livre d’histoire naturelle imprimé en langue vulgaire[12] ;
  - Rolando dè Capelluti (mort après 1480), médecin parmesan,  fils de Rinaldo Capelluti, également médecin, auteur de divers traités, sur la peste, l'otite ou la profession de médecin[13].

## Décès
- Avant le 6 novembre : Aubry Andree de Tullo (né à une date inconnue), maître ès arts à Paris, étudiant en médecine à Montpellier, médecin du couvent des Cordeliers d'Avignon[14].